# طرح‌واره‌های زغالی
طرح‌واره‌های زغالی (لهستانی: Szkice węglem) یک فیلم درام تاریخی به کارگردانی آنتونی بوهجیویچ است که در سال ۱۹۵۷ منتشر شد. این فیلم بر پایهٔ رمانی به همین نام اثر هنریک سینکیه‌ویچ ساخته شد.

## خلاصه داستان
این فیلم درام، روایتی غم‌انگیز از زندگی یک خانواده دهقانی در نیمه دوم قرن نوزدهم است. 
زنی برای نجات شوهرش از فراخوانی به ارتش امپراتوری روسیه و خدمتِ بسیار طولانی‌مدتِ سربازی در آنجا - که تهدیدی برای بقای مزرعه و کسب و زندگی آنهاست - خود را به نویسنده‌ای محلی می‌سپارد که مدعی است مسول ثبت‌نام سربازان در ارتش است و قول داده در صورت کامجویی از زن، نام شوهرش را از فهرست فراخوانی ارتش حذف کند. مرد به مرادش می‌رسد اما بعد، به‌کلی منکر وعده خود شده و درخواست زن را رد می‌کند. دهقان که متوجه ارتباط همسرش با نویسنده شده، او را با ناامیدی می‌کشد و سپس خودکشی می‌کند.

## گزیدهٔ بازیگران
- باربارا وائوکوونا
- ویِسواف گوواس
- زیگمونت خِـمیه‌لفسکی
- لخ اُردن
- لِـشِک خِـردِگِن
- استانیسواف باریا
- گراژینا استانیشفسکا